# Rinaldo Settembrino
Rinaldo Settembrino (Salerno, 12 novembre 1927 – Salerno, 14 febbraio 1979) è stato un allenatore di calcio e calciatore italiano di ruolo difensore, protagonista dello scandalo, passato alla storia come Confessione di Settembrino, che portò alla retrocessione in Serie B dell'Udinese nel 1955.

## Carriera

### Giocatore
Cominciò nella Salernitana dove, dal 1947 al 1951, giocò 4 campionati totalizzando 90 presenze e 7 gol, tutte in Serie B.
Nel 1951 passò alla Pro Patria dove giocò due campionati in Serie A, l'ultimo dei quali chiuso con la retrocessione, prima di essere ceduto al Padova, in Serie B, nella stagione 1953-1954.
Tornato alla Pro Patria, di nuovo in massima serie, vi rimase una stagione prima di essere squalificato, dopo aver confessato di aver ricevuto, nel maggio 1953, la somma di 150.000 lire per far perdere ai bustocchi la gara che fruttò la salvezza all'Udinese. Scontata la pena, decise di fare ritorno alla Salernitana in Serie C.
In carriera ha totalizzato complessivamente 63 presenze e 2 reti in Serie A e 113 presenze e 7 reti in Serie B.

### Allenatore
Nella stagione 1967-1968 allenò la Salernitana in Serie C; nella stagione 1969-1970 ha allenato l'Avellino sempre in terza serie, mentre nella stagione 1974-1975 ha allenato l'Igea Virtus in Serie D. Nel campionato 1975-1976 torna alla Salernitana in Serie C, dalla quale però viene esonerato dopo la prima sconfitta alla 5' giornata, nonostante il primato in classifica; nel 1977-1978 passa alla Paganese.